# Малая Никитская улица
Ма́лая Ники́тская у́лица (в 1948—1993 годах — у́лица Кача́лова) — улица в Пресненском районе Центрального административного округа города Москвы.
Улица проходит от площади Никитские Ворота до Садовой-Кудринской улицы параллельно Большой Никитской улице. Нумерация домов ведётся от Никитских Ворот. По ходу движения от Никитских Ворот справа примыкают ул. Спиридоновка и Вспольный переулок. Слева примыкают Вознесенский проезд и Скарятинский переулок.

## Происхождение названия
Название XIX века дано по соседней Большой Никитской улице, которая обязана своим названием Никитскому женскому монастырю, располагавшемуся на месте нынешнего сквера перед подстанцией метрополитена (дом 7/10 по Б. Никитской, угол Большого Кисловского переулка).

## История
Улица сформировалась в XVII веке. Тогда она упиралась во Вспольный переулок, где стоял храм святого великомученика Георгия, что на Всполье (построен в 1779 году, снесён в 1932 году), и называлась Георгиевской или Егорьевской улицей. В начале XIX века улица стала выходить на Садовое кольцо, превратившись в дублёра Никитской улицы. Её начали называть Малой Никитской улицей в отличие от Никитской, которая превратилась в Большую Никитскую.
В 1948 году улица была переименована в улицу Качалова в память о театральном актёре В. И. Качалове, который жил на ней в 1914—1919 годах. В 1993 году улице было возвращено историческое название.
В 2015 году в ходе реализации программы «Моя улица» Малая Никитская была реконструирована: отремонтировали фасады домов, обновили подсветку, благоустроили прилегающие к улице дворы и скверы.

## Примечательные здания и сооружения

### По нечётной стороне
- № 13 — Усадьба Суворовых-Н. И. Баранова-Н. П. Гагман. Здесь располагалось Посольство Нигерии в Москве.
- № 15 — Доходный дом, построен в 1912 году по проекту архитектора О. Г. Пиотровича. В 2004 году мэром Москвы Ю. М. Лужковым дом был признан аварийным и принято решение о его реконструкции[2].
- № 19 — Особняк XIX века, перестроен в 1886 году архитектором Ф. Н. Кольбе. Часть усадьбы (№ 19, 21), в 1870-х годах принадлежавшая князю П. П. Долгорукому, в 1802 году — майорше Е. А. Новосильцевой, в 1820—1830-х годах — коллежскому асессору Н. А. Гончарову (отцу Н. Н. Гончаровой — жены А. С. Пушкина). Участок выделили в отдельное владение в 1831 году[3].
- № 21 — Часть усадьбы (см. № 19). Существующее здание построено в 1843 году. В начале ноябре 1873 года во флигеле владения поселился П. И. Чайковский, который окончил здесь «Второй квартет» и приступил к работе над оперой «Кузнец Вакула». В 1899—1904 годах в доме жил химик В. В. Марковников. После октябрьской революции здание занимал театр Н. М. Фореггера[3].
- № 27 — Участок являлся частью обширной усадьбы М. П. Гагариной и выходил на Большую Никитскую улицу. Участок отделился от усадьбы, вероятно, в 1860-х годах; уже тогда по линии улицы стояли два двухэтажных здания[3]. В одном из домов жил архитектор Н. В. Марковников[4].
- № 29 — Доходный дом (1909, архитектор О. Г. Пиотрович). Ранее на этом месте находились деревянные строения, принадлежащие вначале генерал-майору П. Н. Бахметьеву, а затем Н. Ф. Шереметевой. В одном из этих домов прошли последние годы жизни балетмейстера А. П. Глушковского[5].
- № 31 — Деревянный дом причта церкви Святого Георгия Победоносца (см. № 24, стр. 1). Построен после пожара 1812 года и перестроен в 1902 году[5].
- № 33 — Доходный дом (1909, гражданский инженер В. И. Дзевульский)[5].
- № 35 — Особняк Н. С. Кана (1901, архитектор Ф. О. Шехтель).

### По чётной стороне
- № 4 — Доходный дом (1910, архитектор С. А. Чернавский).
- № 6 — Особняк С. П. Рябушинского (А. А. Рябушинской) (1900—1903, архитектор Ф. О. Шехтель, мозаичист В. А. Фролов[6]).
- № 8 — Доходный дом (1903, архитектор А. Д. Елин).
- № 10 — Доходный дом А. И. Тороповой (1906, архитектор О. О. Шишковский). В доме жил историк В. О. Эйнгорн[7].
- № 12 — Усадьба Долгоруких-Бобринских. Дом Ростовых в «Войне и мире» С. Бондарчука. Считается прототипом дома, во флигеле которого с 1883 по 1891 год жил Эраст Петрович Фандорин, герой серии романов Бориса Акунина[8].
- № 14 — Доходный дом (1911, архитектор А. П. Ерёмин), в доме жил академик В. И. Вернадский[9].
- № 16 — Жилой дом кооператива «Кремлёвский работник», построен в 1936—1938 годах по проекту архитектора А. И. Ефимова. Фасад дома украшен колоннадой и оформлен в технике сграффито[10]. В доме жили актриса Людмила Фетисова[11], балерина Ирина Тихомирнова[12], искусствовед Виктор Гращенков[13]. Здание занимает часть бывшей обширной усадьбы (№ 16, 18), на которой в начале XIX века находился сад. В 1850-х годах усадьбой владел титулярный советник А. И. Мейснер[3]. С 1967 по 2010-е годы в доме размещался букинистический магазин «Иностранная книга»[14][15][16].
- № 18 — Особняк А. К. Ферстер (1899, архитектор А. Э. Эрихсон), ныне — посольство Лаоса. Часть бывшей усадьбы Мейснера (см. № 16)[3].
- № 20 — Доходный дом (1893, архитектор И. А. Иванов-Шиц, позднее надстроен). В 1896 году в доме снимал квартиру писатель Л. Н. Андреев. В 1915—1922 годах здесь жил актёр В. И. Качалов[17]. В стоявшем ранее на месте современного здания деревянном доме с двумя флигелями в 1818—1823 годах жила семья Н. П. Огарёва; в 1871 и 1872 годах в здании останавливался Л. Н. Толстой[3].
- № 24, стр. 2 (ранее имел № 22) — Здание студии звукозаписи (1966, архитекторы Ю. Фердман, П. Носов, В. Зинюхин). До постройки современного здания здесь стоял двухэтажный деревянный дом, построенный после московского пожара 1812 года[3].
- № 24, стр. 1 — «Дом звукозаписи» (1939, архитектор А. Н. Земский), ныне — Государственный дом радиовещания и звукозаписи. Ранее на этом месте стояла церковь Святого Георгия Победоносца, известная с 1635 года. Новое каменное здание церкви было выстроено в 1777—1779 годах по проекту, автором которого, как предполагает искусствоведы И. Э. Грабарь и Т. П. Каждан, был В. И. Баженов. В июле 1877 года в церкви венчались П. И. Чайковский и А. И. Милюкова; в июле 1881 — Ю. А. Новосильцев и М. А. Щербатова. Церковь разрушена в 1932 году[3].
- № 28/1 — Особняк С. А. Тарасова (1884, архитектор В. Н. Карнеев), ныне — посольство Туниса. После Тарасова затем принадлежал семье Бакакиных-Миндовских, в 1909—1913 годах по заказу А. И. Бакакина архитектором А. Э. Эрихсоном пристроен двухэтажный объём с квартирами для сдачи внаём. В особняке жил Л. М. Карахан, позже Л. П. Берия[5].

## Транспорт
- Метро Арбатская.
- Метро Баррикадная (400 м).